# Irene Cefaro
Irene Cefaro (* 31. August 1935 in Rom) ist eine italienische ehemalige Schauspielerin.

## Leben
Cefaro nahm an Schönheitswettbewerben teil und wurde bei einer der Vorwahlen zur Miss Italia 1952 zur „Miss Rom“ gewählt, was die Aufmerksamkeit der Filmproduzenten auf sie richtete. Sie erhielt ein erstes Engagement für Milton Krims’ Il maestro di Don Giovanni und zeigte ihr schauspielerisches Talent in den nur fünf Jahren ihrer Karriere. Dabei spielte sie u. a. ein fiorentinisches Mädchen in Chronik armer Liebesleute, für Federico Fellini in Die Schwindler, für Giuseppe De Santis in Uomini e lupi und mit Unbekümmertheit die schwärmerische Tochter des Bahnhofsvorstehers Totò in Destinazione Piovarolo. 1959 wandte sich Cefaro zunächst für kurze Zeit der Theaterarbeit zu, widmete sich dann aber nach enttäuschenden Ergebnissen ausschließlich der Familie.

## Filmografie (Auswahl)
- 1954: Gekreuzte Klingen (Il maestro di Don Giovanni)
- 1954: Chronik armer Liebesleute (Cronache di poveri amanti)
- 1955: Die Schwindler (Il bidone)
- 1955: Der Wunderknabe (Bravissimo)
- 1957: Ehemänner in der Stadt (Mariti in città)
- 1957: Frauen und Wölfe (Uomini e lupi)
- 1958: Der Mann mit den kurzen Hosen (L'uomo dai calzoni corti)
- 1959: Le donne ci tengono assai